# 워싱턴 대학교 법학대학원 (세인트루이스)
워싱턴 대학교 세인트루이스 로스쿨(Washington University School of Law)은 미국 미주리주 세인트루이스에 위치한 워싱턴 대학교 세인트루이스의 법학전문대학원이다. 1867년 설립되었으며, 미시시피강 서쪽으로 있는 로스쿨 중 가장 오래된 로스쿨이기도 하다. 현재 J.D., LL.M., M.J.S., J.S.D. 프로그램을 운영하고 있다.